# 15147 Siegfried
15147 Siegfried è un asteroide della fascia principale. Scoperto nel 2000, presenta un'orbita caratterizzata da un semiasse maggiore pari a 3,2503613 UA e da un'eccentricità di 0,0149076, inclinata di 8,94802° rispetto all'eclittica.